# Tlacotepec, Zacualpan
Tlacotepec är en ort i Mexiko.   Den ligger i kommunen Zacualpan och delstaten Morelos, i den sydöstra delen av landet, 80 km sydost om huvudstaden Mexico City. Tlacotepec ligger 1 759 meter över havet och antalet invånare är 4 914.
Terrängen runt Tlacotepec är kuperad. Runt Tlacotepec är det ganska tätbefolkat, med 86 invånare per kvadratkilometer. Närmaste större samhälle är Cuautla Morelos, 20,0 km väster om Tlacotepec. I omgivningarna runt Tlacotepec växer huvudsakligen savannskog.